# Sinobaatar
Sinobaatar – wymarły ssak żyjący w kredzie dolnej na terenie dzisiejszych Chin. Sinobaatar był małym roślinożercą, żyjący u boku dinozaurów. Sinobaatar lingyuanensis to jedyny znany gatunek tego ssaka. Został on opisany przez  Hu Y. Wang Y w 2002 roku.

## Pochodzenie nazwy
Nazwa Sinobaatar jest mieszanką  języka chińskiego i mongolskiego. Oznacza ona "chiński bohater". Natomiast lingyuanensis pochodzi od nazwy miasta Lingyuan.